# Paddelkufe
Paddelkufe sind große Tröge, die mit kalter Seifenlauge gefüllt sind. Sie werden zum Einweichen von Teppichen verwendet, bevor diese gereinigt werden. Beim Einweichen werden die Teppiche maschinell durch große „Paddel“ vorsichtig bewegt. Anschließend werden die mit Wasser vollgesogenen Teppiche zur Weiterreinigung aus den Trögen gehoben.